# 500 lire "Manzoni"
Le 500 lire Alessandro Manzoni sono una moneta commemorativa in argento la cui emissione fu tardivamente autorizzata con D.P.R. 19 maggio 1986. Il valore è di 500 lire ed è dedicata al bicentenario della nascita di Alessandro Manzoni. Tale moneta venne coniata appositamente per essere inserita solo ed esclusivamente nel cofanetto della serie annuale del 1985.

## Dati tecnici
Al dritto è riprodotto il ritratto di Alessandro Manzoni realizzato da Francesco Hayez nel 1841 ed oggi esposto a Brera; in giro è scritto "REPVBBLICA ITALIANA".
Al rovescio è riprodotta una "sperada", tipico ornamento del costume tradizionale lombardo; sotto si trovano la data, l'indicazione del valore ed il segno di zecca R.
Nel contorno: in rilievo, "ALESSANDRO MANZONI 1785 - 1985"
Il diametro è di 29 mm, il peso di 11 g e il titolo è di 835/1000. L'autore è Pietro Giampaoli. 
La moneta, così come l'intera serie divisionale in cui è inserita, è presentata nella duplice versione fior di conio e fondo specchio, rispettivamente in 91.218 e 20.345 esemplari.